# Cunheira
Cunheira is een plaats (freguesia) in de Portugese gemeente Alter do Chão en telt 457 inwoners (2001).